# Чемпіонат Грузії з футболу серед жінок
Чемпіонат Грузії з футболу серед жіночих команд (груз. ქალთა ლიგა) — щорічне змагання для грузинських жіночих футбольних клубів, проводиться Грузинською футбольною федерацією. 

## Історія
Перші два розіграши відбулись в 1990 та 1997 році. Чемпіонат було відновлено 2004 року і проводився шість років у форматі міні-турнірів. Згодом його розформували з фінансових міркувань та невеликої кількості гравчинь. 
Відновлення інтересу до жіночого футболу призвело до появи нового покращеного чемпіонату 2014 року. Після багаторічної перерви у серпні 2014 року національний чемпіонат провели у кубковому форматі.
Команда переможець турніру отримує право зіграти в кваліфікації жіночої Ліги чемпіонів.

## Переможці чемпіонату
| Сезон   | Назва команди    | Місто    |
| ------- | ---------------- | -------- |
| 1990    | Медична школа №3 | Тбілісі  |
| 1997    | «Аваза»          | Тбілісі  |
| 2004-05 | «Динамо»         | Тбілісі  |
| 2005-06 | «Динамо»         | Тбілісі  |
| 2006-07 | «Динамо»         | Тбілісі  |
| 2007-08 | «Іверія»         | Хашурі   |
| 2008-09 | «Шукура»         | Кобулеті |
| 2009–10 | «Байя»           | Зугдіді  |
| 2014    | «Іберія Стар»    | Тбілісі  |
| 2016    | «Мартве»         | Кутаїсі  |
| 2017    | «Мартве»         | Кутаїсі  |
| 2018    | «Ніке»           | Тбілісі  |
| 2019    | «Гурія»          | Ланчхуті |
| 2020    | «Ніке»           | Тбілісі  |
| 2021    | «Гурія»          | Ланчхуті |
| 2022    | «Самегрело»      | Чхороцку |
| 2023    | «Гурія»          | Ланчхуті |
| 2024    | «Гурія»          | Ланчхуті |